# 樽見鉄道D100形ディーゼル機関車

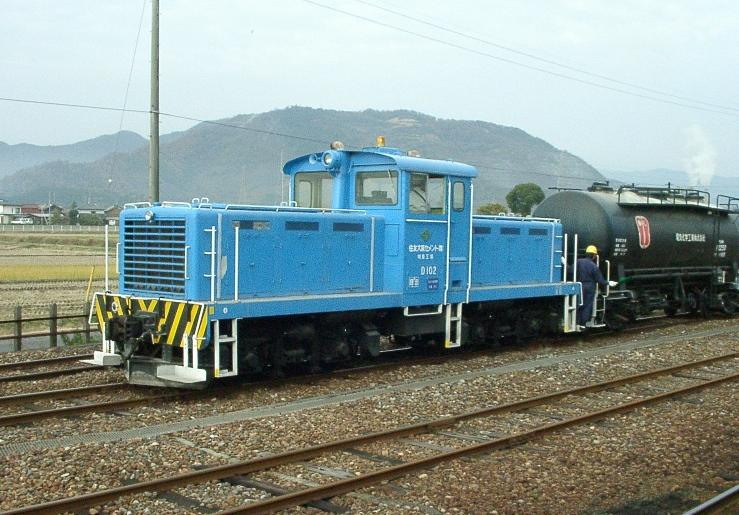
D102

樽見鉄道D100形ディーゼル機関車（たるみてつどうD100がたディーゼルきかんしゃ）は、かつて樽見鉄道で運用されていたディーゼル機関車である。
2輌（101・102）が存在したが、異なる車両である。住友大阪セメントの私有機であり、車籍は樽見鉄道が有していた。

## 概要
住友セメント岐阜工場と国鉄樽見線本巣駅間の専用線の貨物（セメント）輸送用として車両（101・102）である。1984年（昭和59年）10月に樽見線が第三セクターの樽見鉄道となると、樽見鉄道車籍となり、D100形（101・102）となる。
101・102はともに日立製作所製であり、車体は凸形。101は1962年（昭和37年）製で自重は45t、ほぼ同型機として南部縦貫鉄道D45形がある。102は1963年（昭和38年）製で自重は35t。
2006年（平成18年）3月、セメント輸送貨物列車の運行終了により役目を終え、2007年（平成19年）に廃車された。

## 主要諸元

### 101
- 全長：11,250mm
- 全幅：2,725mm
- 全高：3,630mm
- 自重：45.0t
- 機関：DMH17S（250ps/1500rpm）×2基
- 軸配置：B-B

### 102
- 全長：10,700mm
- 全幅：2,700mm
- 全高：3,600mm
- 自重：45.0t
- 機関：DMH17C（180ps/1500rpm）×2基
- 軸配置：B-B